# المجورة (العدين)

تعديل مصدري - تعديل

المجورة محلة تابعة لقرية الجازعة، التابعة لعزلة السارة بمديرية العدين إحدى مديريات محافظة إب في الجمهورية اليمنية، بلغ تعداد سكانها 141 حسب تعداد اليمن لعام 2004.